# Henric Herman af Dittmer
Henric Herman af Dittner, före adlandet Dittmer, född 11 maj 1731, död 6 juli 1811 i Västra Tunhems socken, nuvarande Vänersborgs kommun, var en en svensk superkargör och senare godsägare.

## Biografi
Henric Herman af Dittmer var son till majoren Herman Dittmer och dennes maka Anna Oldekop. En farbror var ämbetsmannen Joachim von Dittmer, som 1727 adlades med detta namn.
Han tjänstgjorde vid Svenska ostindiska kompaniet först som assistent och sedan som superkargör 1758–1781 och gjorde då flera resor till Kina. Han förvärvade sedan herrgården Rånnum vid Vargön i Västra Tunhems socken, nuvarande Vänersborgs kommun, och bodde där resten av livet.
Henric Dittmer adlades 1769 med namnet af Dittmer tillsammans med brodern Joachim Ulric (1734–1800). Sköldebrevet utfärdades emellertid först 1773 och introduktionen på Riddarhuset med nummer 2069 ägde rum 1776. Reseverksamheten kan ha bidragit till den ovanliga tidsutdräkten.

## Familj
Henric Herman Dittmer gifte sig i Göteborg med Maria Liedgren (1734––1811), dotter till handelsmannen Hans Liedgren och Brita Maja Camitz. I äktenskapet föddes 10 barn som nådde vuxen ålder. Endast en av de tre sönerna, superkargören Herman Edvard af Dittmer (1762–1842), gifte sig och förde släktens namn vidare.